# الجمعية الدولية لمنع إساءة معاملة الأطفال وإهمالهم
تأسست الجمعية الدولية لمنع إساءة معاملة الأطفال وإهمالهم (ISPCAN) في عام 1977، وهي منظمة دولية متعددة التخصصات تهدف إلى منع وعلاج إساءة معاملة الأطفال وإهمالهم واستغلالهم عالميًا. وهي تنظم المؤتمر الدولي حول إساءة معاملة الأطفال وإهمالهم،  وهو أكبر مؤتمر في العالم عن إساءة معاملة الأطفال.